# Gastón Colmán
Heber Gastón Colmán (Tacuarembó, 4 de abril de 1989) es un futbolista uruguayo que juega como delantero centro en el Club Oriental de Football de la Segunda División de Uruguay.

## Trayectoria
Inició su carrera en las divisiones formativas del Tacuarembo FC y pasó con 18 años a las divisiones formativas de Defensor Sporting Club. En el año 2009 fue cedido a préstamo a Olimpia de Paraguay, debutando en la Primera División de ese país con Carlos Kiese, que en ese momento era el actual entrenador. Tras una lesión que lo dejó sin jugar durante seis meses, volvió a Uruguay para jugar en el año 2010 en Tacuarembó Fútbol Club en la División B, en la cual logró el ascenso. Fichó por el Institución Atlética Sud América, y después fue transferido a préstamo por un año y medio en enero de 2016 a Atlético Rafaela. Posteriormente volvió al Sud América de Uruguay.

## Clubes
| Club                             | País        | Año                       |
| -------------------------------- | ----------- | ------------------------- |
| Olimpia                          | Paraguay    | 2009                      |
| Tacuarembó Fútbol Club           | Uruguay     | 2010 - 2011 y 2013 - 2014 |
| Institución Atlética Sud América | Uruguay     | 2014-2016                 |
| Atlético Rafaela                 | Argentina   | 2016                      |
| Institución Atlética Sud América | Uruguay     | 2016 - 2017               |
| CA Progreso                      | Uruguay     | 2018                      |
| Santa Tecla                      | El Salvador | 2019                      |
| Tacuarembó                       | Uruguay     | 2019-2020                 |
| Progreso                         | Uruguay     | 2021-2024                 |
| Oriental                         | Uruguay     | 2025-Presente             |

- Datos: Q10898337